# 67a edició dels Premis Sant Jordi de Cinematografia
La gala de la 67a edició dels Premis Sant Jordi de Cinematografia va tenir lloc el 25 d'abril de 2023 al Teatre Lliure de Barcelona i fou transmesa en directe per La 2. Fou presentada per Gemma Nierga i Sílvia Abril i dirigida per María Eizaguirre. Hi van assistir el president de la Generalitat, Pere Aragonès; el delegat del Govern a Catalunya, Carlos Prieto, i la consellera de Cultura, Natàlia Garriga. Musicalment va gaudir de les actuacions de Blanca Paloma, Luz Casal i Vicco.
El 30 de gener de 2023 el jurat d'aquesta edició, presidit per la periodista d'RNE Conxita Casanovas, i format per Joan Vilà, José Fernández, Yolanda Flores i Gerardo Sánchez, per part d'RTVE, i Oti Rodríguez Marchante (ABC), Nuria Farré, Àngel Sala Corbi (director del Festival de Sitges), Astrid Messeguer (La Vanguardia) i Alfons Gorina (Catalunya Ràdio), va fer pública la llista dels guardonats. El premi de la indústria fou reconegut a Gerardo Herrero el 8 de febrer. El premi a la trajectòria fou concedit a José Luis Garci el 20 de febrer. El 6 de març es va atorgar premi d'honor a l'actor francès Omar Sy, conegut per secundar públicament causes contra el racisme, com la manifestació per la mort de George Floyd. I el 31 de març també es va atorgar el premi d'honor a l'actriu estatunidenca Susan Sarandon per una carrera tan extensa com brillant. El premi li fou entregat per la seva amiga Isabel Coixet i el va dedicar a Harry Belafonte, mort el dia abans.

## Premis Sant Jordi

### Premis competitius
| Categoria                              | Premiat             | Labor premiada                          |
| -------------------------------------- | ------------------- | --------------------------------------- |
| Millor pel·lícula espanyola            | As bestas           | Pel·lícula                              |
| Millor actor en pel·lícula espanyola   | Luis Zahera         | As bestas.                              |
| Millor actriu en pel·lícula espanyola  | Anna Castillo       | Girasoles silvestres                    |
| Millor opera prima                     | Alauda Ruiz de Azúa | Cinco lobitos                           |
| Millor pel·lícula estrangera           | Top Gun: Maverick   | Pel·lícula                              |
| Millor actor en película estrangera    | Austin Butler       | Elvis                                   |
| Millor actriu en pel·lícula estrangera | Tilda Swinton       | Three Thousand Years of Longing Memoria |

### Premis honorífics
| Categoria                       | Premiat                | Labor premiada |
| ------------------------------- | ---------------------- | -------------- |
| Premi de la indústria           | Gerardo Herrero        |                |
| Premi especial a la trajectòria | José Luis Garci        | -              |
| Premi d'honor                   | Omar Sy Susan Sarandon | -              |

## Roses de Sant Jordi
Els guanyadors dels premis es van donar a conèixer el 22 de març de 2023.
| Categoria                    | Premiada        |
| ---------------------------- | --------------- |
| Millor pel·lícula espanyola  | Alcarràs        |
| Millor pel·lícula estrangera | Argentina, 1985 |